# محافظة رنية

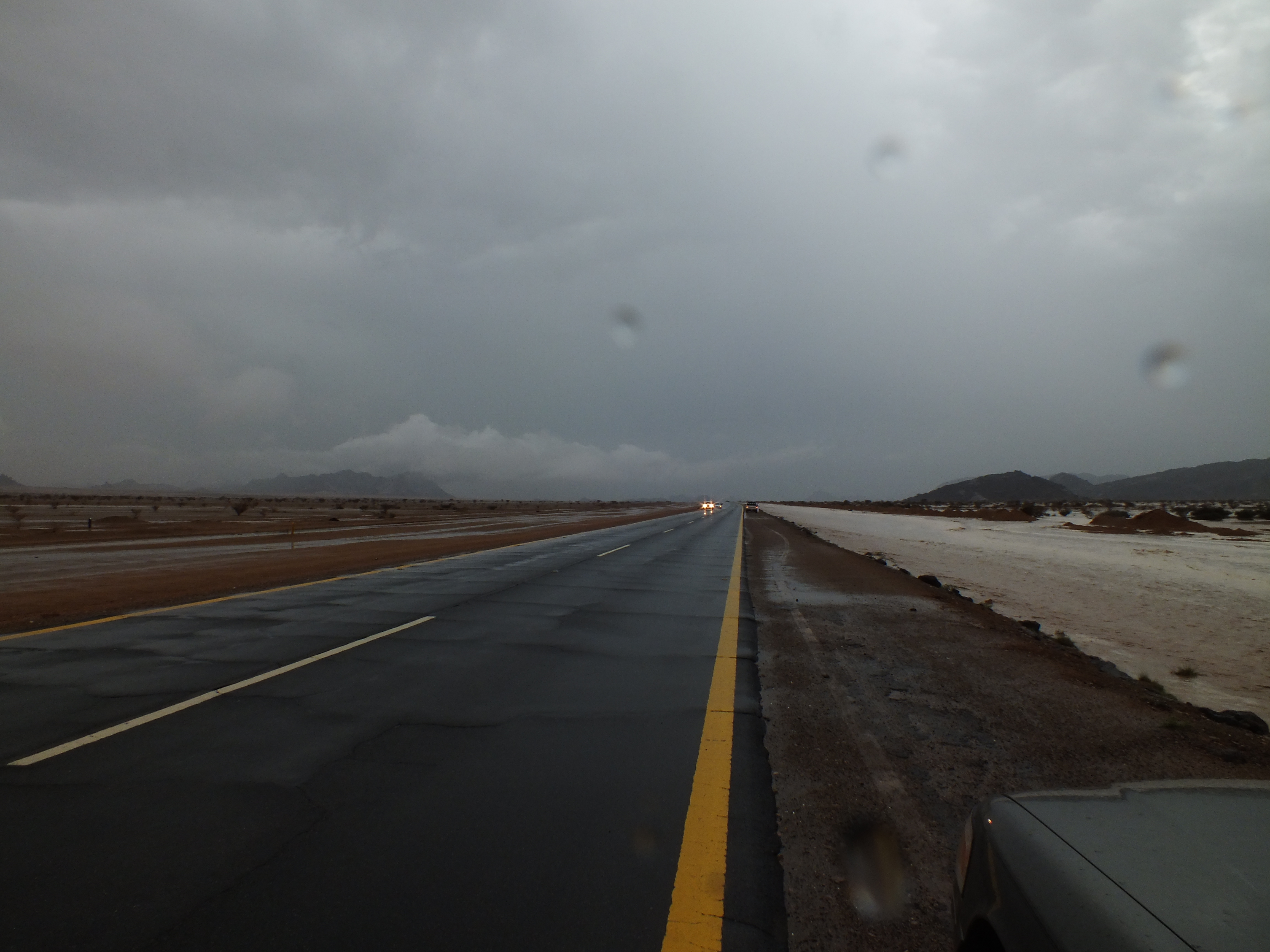
الخط الرابط بين رنيه والخرمة

رنية محافظة من محافظات منطقة مكة المكرمة في المملكة العربية السعودية.

## الموقع الجغرافي
محافظة رنية تقع في طرف هضبة نجد الجنوبية الغربية على خط العرض 21 درجة 15 دقيقة 101 ثانية شمالاً خط الاستواء وخط طول 42 درجة 51 دقيقة 199 ثانية شرق خط قرنيتش ش/199-51-42ج) وبيئتها صحراوية قارية المناخ وتضاريسها متباينة ما بين الصحراء التي تغطي معظم قضائها الإداري والحرات في جهتها الغربية والغربية الجنوبية وتتكاثر بها الجبال الجرانتيه النارية التي تضفي جمالاً خلابا ًوتشكل هذه الجبال وما يحيط بها من أشجار معمرة (أشجار السمر والطلح والسلم وغيرها) منتزهات غاية في الجمال - وتكثر بها الكهوف والصلال - ذات ظلال وأشكال مختلفة يستغلها الناس في رحلاتهم بديلاً عن الخيام.

## التاريخ
تمتاز محافظة رنيه تاريخيا أنها مدينة قديمة ذكرها قدماء العلماء في صدر الإسلام ومنهم أبو علي الهجري وياقوت الحموي وغيرهما.

## السكان
بلغ عدد سكان محافظة رنية (49,854) نسمة حسب تعداد السعودية 2022، عدد السعوديين (39,910) نسمة، وعدد غير السعوديين (9,944) نسمة.

## القرى
مركز العفيرية ويبعد عن رنية 160 كم منها 60 إلى 100 كم طريق مسفلت رنية - بيشة أبعد الطريقين يؤدي إلى أعلى نقطة (أم الغروس والقضة ودارا) وبها أكثر من 20 قرية وبها 3 جوامع ومدارس بنين وبنات. ومن قراها: المخضار قاعدة المركز وسنايم وسحبل وأبو مليح والقضة واللحيفه وفحيذه وظهاير المخضار وظهاير أم الغروس وأم طوينه، وبها عدد من أيام بني عقيل كيوم سحبل ويوم سنايم (وتنطق أس نايم) وغيرها من أيام العرب المذكورة في كتب التاريخ ثم مركز الغافة وهو مركز كبير
ثم مركز العويلة وتتبعه قرى منها المغراء وبه مساكن كثيرة والمراكز المذكورة زراعية بالدرجة الأولى وأهلها يمتهنون البادية (إبل وأغنام) وبرنية غالبا ما يجمع بين المهنتين (الرعي والزراعة) والعويله حديثة العمران 1380هـ تقريبا. ثم الأملح وهو أكبر مراكز رنية بعد المحافظة وخدماته مكتملة وبه أكثر من 20 قرية والمراكز السابقة تابعة له في الزراعة والمحكمة سابقًا. والأملح أشبه بمحافظة وبه سوق تجاري ومساكن حديثة ومزارع غناْء والسد يبعد عنه 15 كم تقريبا(سد آبار النقبيه) والأملح قديم قدم رنيه وكل المراكز السابقة غرب جبل الكور -سلسله جبليه بطول 60 كم تسمى حاليا كور المجامعة القبيلة وله أسماء كثيره لمواضع فيه منها القديم والحديث أو جبل صهر وقديما يعرف بالكور على وجه العموم وعلى ضفتي وادي رنيه بدءاً من ناحية الكور الشرقي - من الأظرام حتى الرجع والحفائر.
ومن قراها الأظرام ومقابل وكويكب وملهي والشريانية والقاعيه والسلم والنطوف ومخطط الضرم وسويد وقراء وآم لحم وسمير والجدر الغربي والجدر ومخططي الجدر والدار البيضاء والرجع والفرعة (فرعة السوده وفرعة المجامعة وفرعة الوزران ثم فرعة المراغين والعثيثي وباشوت والملحة ولروضه (السوق القديم والثغر والعثمانية والسحاميه والحزم والصالحية والدعيكه والنزهة والمخطط الشمالي وامتداده ومخطط العزيز يه ومخطط الربيع والمثاني والمساورة والجمدة والرويضة والسلم الحديث وحزم العضادين والسواده والعمائر(العطف والمدهال وعمائر والشماسات والسوده والقوز والحفائر حتى ما يوازي جبل سلي شرق المدينة وهي أشبه بالأحياء المرتبطة بالمحافظة وليس بينها فراغات بينيه ومساحتها في حدود25 * 10 كم. ثم على بعد 100 كم شرقا من مركز المدينة تقع قرية رغوة حاضرة الهضب وبها مدرسه ابتدائية تابعة لرنيه ومركز حداء - الجبل المشهور ويبعد عن رنيه 60 كم شرق جنوب رنيه وله بادية كبيره ومركز ورشه 100 كم شمال رنيه وبادية الجفرة الهضب تابعة له ومركز خدان 70 كم عن رنيه على طريق المواصلات المتجه إلى بيشه وقرية روضة الهضب أما الهجر فهي هجرة وادي المياه-غرب خدان تقريبا 20-50 كم تقريبا وبه مدرسه ابتدائية ومتوسطة بنين ۆ ابتدائية بنات وبادية وغابات كثيفة وهي لقبيلة المكاحلة وهجرة الطويلة وبادية الحزيم (أسفل وادي بيشه) وبادية الحبوياء وعسلان) وبادية المهمل وبادية الطرف وبادية الحرة وبادية البحرة وبادية كور المكاحلة. ومركز الشقران الذي يبعد 120كيلو شرق رنيه بعد مركز حدى38كيلو تقريباً 

## البيئة
محافظة رنية تقع في الدرع العربي الجنوبي وجيولوجية الدرع بالغة التعقيد وتضم طائفة من الصخور البلورية من العصر السابق للكمبري مع طبقات رسوبية وتكون عادة من صخور جرا نتيه متصلة ويشكل أقدم تكوين في الدرع من صخور الصوان والصخور الجرانتية المتحولة وتغطي صخور الجنسيس أكثر من ثلث منطقة الدراسة (الدرع العربي الجنوبي الغربي من مركز ظلم حتى مركز حبونة في نجران وتضم الخرمة وتربة ورنية وبيشة وتثليث) وهي ذات تكوين حمضي غني بالالبايت والارثوكلاس والكوارتز وتغطي عادة صخور البازلت صخور الدرع العربي البلورية وتشكل الرسوبيات الرباعية طبقة غير متصلة من مواد طميية متحركة فوق تكوينات صخرية.

### حوض وادي رنية
هو حوض ضيق طويل يصب في اتجاه الشمال الشرقي وتحمل المناطق المحيطة من بلجرشي مياه السيول إلى عروق سبيع ـ إضافة (والصحيح هو أن سفوح المناطق الجبلية الشرقية بدءاً من جبال البشائر وشمران حتى جبال بلجرشي وأطراف الباحة ومنها وادي العقيق ووادي ثراد بعقيق الباحة تعتبر المغذي الرئيسي لوادي رنية مع أكثر من خمسين رافد ووادي على امتداد الوادي داخل حدود المحافظة بدءاً من روافد العفيرية والكور والحرة وغثران والسايلة والمغراء والمخفيشة والراشدة والبحرة وبحران وشعيب قراء واللوي وأخرها وادي المجامع من الشمال الشرقي من الهضب حتى يصب في وادي رنية عند رغوة وأكبرها وادي بيشه عند التقائه بوادي رنية في سويقة وضلفع ولعلي أذكرها مرة أخرى بالترتيب المسافي وبيان أهمية بعضها) ورعويا تقم المنطقة إلى خمس مناطق كل منطقة لها مزه معينة وتحتلف عن غيرها كمراعي الصحراء المنبسطة ومنطقة هضبة الرعي ذات التلال(الحرار) والمراعي الجبلية وسفوح الجبال (الكور وأعالي رنية) ومراعي الأودية ومناطق المراعي المناخية وإجمالا تنقسم إلى قسمين (مراعي الحرة ومراعي الصحاري) وباختلافها تختلف البيئات والحيوانات نوعاً ما فيقال غنم الحرة - الحري - وأغنام السهل أو النجدية وهكذا وتمثل المنطقة لوحة من الفسيسفاء مولفة من أصناف عديدة من النباتات والأشجار والشجيرات وقد قدرت أعداد الماشية في رنية بالإحصاء الجوي عام 1978م (الأغنام والماعز 311610 بينما عدد الجمال 3366).
موارد التربة ومصادر المياه في منطقة رنية المقدر عام 1979م فالمساحة المزروعة 1630 هكتار والبور 290 هكتار والصالحة للزراعة 2500 هكتار وإجمالي استهلاك المياه 16 مليون متر مكعب ومخزون التكوين الحامل للمياه القابل للاستعمال 28 مليون م3 ومتوسط مخزون المياه الجوفية سنوياً 17 مليون ومقدار الاستعاضة المحتمل 20 مليون والمياه الجوفية الفائضة للتوسع الزراعي الأفقي 19 مليون م3 لعام 1979م بينما فائض التوسع لعام 1995م (صفر) حسب تقدير الشركة المكلفة بالدراسة ونوعية المياه الجوفية قريبة من الحد الأدنى ومجموع المياه السطحية المهدورة عند مخرج الحوض (الوادي) 121 مليون م3، وقد أقامت الدولة لمحافظة رنية سد صغير (سد آبار النقبيه) كان نفعة أكبر من حجمة وتكلفته.